# Johann Daniel Ahlemann
Johann Daniel Ahlemann (* 7. Oktober 1765 in Genthin bei Magdeburg; † 29. Juli 1832 in Leipzig) war Totengräber am Johannisfriedhof der Stadt, aber vor allem bekannt als Chronist der Leipziger Völkerschlacht.

## Leben
Johann Daniel Ahlemann war der Sohn des Maurermeisters Johann Daniel Ahlemann (1729–1780) und seiner Ehefrau Dorothea Sophia Anna geb. Wulff († 1776).
Ahlemann erlernte den Beruf des Perückenmachers. Am 26. Juli 1790 erwarb er das Leipziger Bürgerrecht und heiratete noch im gleichen Jahr in der Christuskirche in Eutritzsch Christiana Wilhelmine Becker (1768–1823), die Tochter eines Perückenmachers. Das Ehepaar bekam zwischen 1796 und 1805 fünf Kinder. Als das Geschäft mit den Perücken nachließ, bewarb er sich 1810 um die Stelle als Totengräber am Johannisfriedhof, die auch mit der Wohnung im Totengräberhaus am Äußeren Grimmaischen Tor verbunden war. Hier erlebte er die Gräuel der Völkerschlacht.
1823 starb seine Frau, und 1825 heiratete er die aus Frankenheim stammende Maria Dorothea Kneist. Ab 1827 arbeitete er als Armenpfleger.

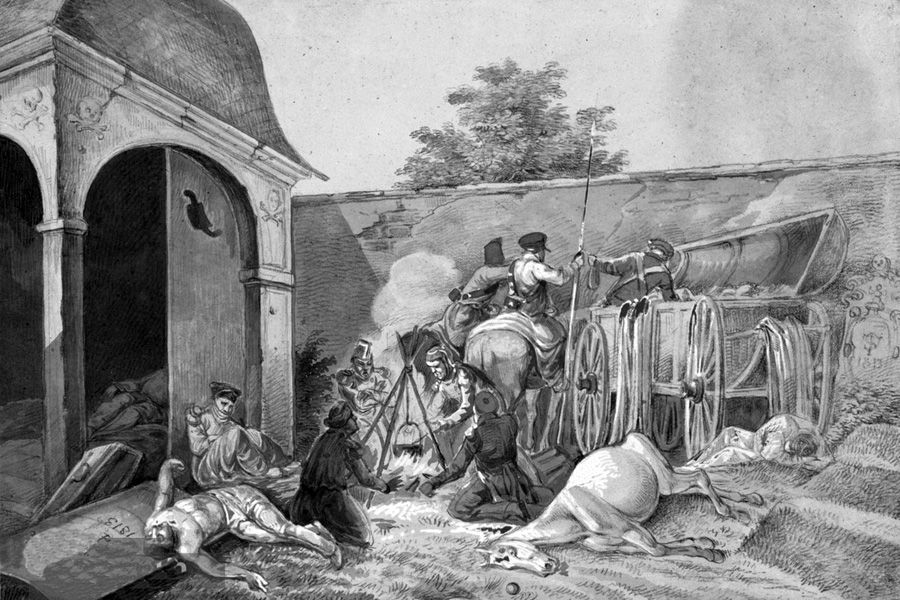
Lagerszene im Johannisfriedhof Kreidezeichnung von Straßberger, 1813

In Leipzig ist Ahlemann vor allem als Chronist der Vorgänge der Leipziger Völkerschlacht in Erinnerung geblieben.
Er beschrieb nicht nur das Elend der Soldaten und der Bevölkerung, das sich aus den direkten Folgen des Kampfes für die Stadt ergab, sondern auch jenes für das Friedhofswesen aus eigenem Erleben. Dabei waren nicht nur die durch Kampf und Seuchen verursachten zahllosen Beerdigungen gemeint, sondern auch, dass wegen der zahlreichen in die Stadt einströmenden Soldaten, Verwundeten und Gefangenen, zur Schaffung provisorischer Unterstände die Grabkammern des Friedhofs geöffnet werden mussten.
Ahlemann hatte auch eine poetische Ader. So schrieb er Gedichte zum 100. Geburtstag von Christian Fürchtegott Gellert und anlässlich des Wiederaufbaus des Turmes der Johanniskirche nach einem Blitzeinschlag.

## Schrift
- Johann Daniel Ahlemann: Der Leipziger Totengräber in der Völkerschlacht: Seine Erlebnisse bei der Erstürmung Leipzigs am 19. Oktober 1813 und die Greuel auf dem Gottesacker überhaupt. Neudruck zur 100-Jahr-Feier 1913 bei Georg Petzoldt, Leipzig, Digitalisat UB Leipzig. Umschrift des in Fraktur gedruckten Originaltextes: Die Aufzeichnungen des Totengräbers Ahlemann 1813. In: Leipzig-Lese. Abgerufen am 20. August 2020.